# Cociorveni, Bădiceni
Cociorveni a fost o localitate de pe teritoriul actual al Republicii Moldova. În 1930 se afla în plasa Bădiceni. La 11 iunie 1964, fiind în raionul Florești, a fost scoasă de la evidență ca inexistentă.